# Nacer Khemir
Nacer Khemir (àrab: ناصر خمير, Nāṣir Ḫamīr) (Korba, Tunísia, abril de 1948) és un escriptor, artista, narrador i cineasta tunisià.

## Biografia
Des de petit, Khemir estava fascinat per la cultura àrab clàssica i per la narració. Ha citat Les mil i una nits com una influència particular, dient: «sóc fill d'aquestes històries». Tanmateix, malgrat aquest interès i una passió similar i duradora pel cinema, Khemir inicialment va planejar una carrera com a pintor i escultor, un camí que ha seguit al llarg de la seva vida; el seu art s'ha exposat, entre altres institucions, al Centre Pompidou i al Museu d'Art Modern de París.
El 1966, als divuit anys, va rebre una beca de la UNESCO per estudiar cinema a París. El 1975, va completar la seva primera pel·lícula, L'Histoire du pays du Bon Dieu, rodada a la seva ciutat natal de Korba i amb l'ambientació del desert i els connotacions espirituals que ocuparien un lloc destacat en el seu treball posterior.
Estrenat l'any 1984, el seu primer llargmetratge, El Haimoune, va obtenir el reconeixement internacional. La pel·lícula, que explica la història de l'arribada d'un mestre d'escola a una ciutat estranya i inquietant del desert, va ser guardonada amb el Gran Premi al Festival dels Tres Continents.
El segon llargmetratge de Khemir, Le collier perdu de la colombe, es va estrenar el 1991. El diàleg de la pel·lícula està en àrab clàssic. La seva narració, que recorda un conte de fades, tracta d'un jove cal·lígraf a Al-Andalus que s'embarca en una recerca per trobar els fragments desapareguts d'un manuscrit que creu que li revelarà els secrets de l'amor. Le collier perdu de la colombe va rebre diversos premis, inclòs un Premi Especial del Jurat al Festival Internacional de Cinema de Locarno.
Es considera que Les baliseurs du désert i Le collier perdu de la colombe formen les dues primeres parts d'una «Trilogia del desert». La tercera part, Bab'Aziz: le prince qui contemplait son âme es va estrenar l'any 2005. Bab'Aziz narra la història d'una persona gran dervix que, acompanyat de la seva petita neta, es troba amb diversos estranys misteriosos mentre viatja cap a una gran i alegre reunió de sufís al desert. Khemir ha descrit Bab'Aziz com «una pel·lícula altament i deliberadament política», afegint:
| « | Ho explicaria amb aquesta al·legoria: si camines al costat del teu pare i de sobte cau de cara al fang, què faries? L'ajudaries a aixecar-se i eixugar-li la cara amb la teva camisa. La cara del meu pare representa l'islam, i jo vaig intentar netejar la cara de l'islam amb la meva pel·lícula, mostrant una cultura islàmica oberta, tolerant i amigable, plena d'amor i saviesa... un islam diferent del que representa el mitjans després de l'11 de setembre. | » |

La pel·lícula va ser coproduïda per vuit països, entre ells Alemanya, França, Suïssa i l'Iran. Va rebre una Daga d'Or al Festival de Cinema de Muscat.
A més del seu treball com a artista i cineasta, Khemir ha actuat com a narrador al Théâtre national de Chaillot, i ha produït obres per a les televisions suïssa, francesa i tunisiana. És autor de diversos llibres, inclosos diversos per a nens.

## Filmografia
- El Haimoune (1984)[10]
- Le collier perdu de la colombe (1991)[11]
- Bab'Aziz: le prince qui contemplait son âme (2005)[12]

## Treballs publicats
- Le chant de génies, 2001
- J’avale le bébé du voisin, 2000
- La grand-mère, le juge et la mouche, 2000
- Le livre des djinns, 2000
- L’alphabet des sables, 1998
- Paroles d’Islam, 1994
- Sheherazade, 1987
- Grand-père est né, 1985
- Le conte des conteurs, 1984
- Le sommeil emmure, 1978
- L'ogresse, 1975

## Premis i honors
- Premi Henri Langlois, 2007
- Premi Coexistència Est-Oest, Beirut Film Foundation, 2006
- Premi especial del jurat, Festival Internacional de Cinema de Locarno, 1991
- Gran Premi, Festival de Cinema de Belfort Entrevues, 1991
- Premi a la primera obra, Festival de Cinema de Cartago, 1984
- Gran Premi, Festival dels Tres Continents, 1984
- Primer Premi Palmrta d'Or i Crítica, VI edició de la Mostra de València, 1984[13]